# Fuso orario di Krasnojarsk
| Verde scuro | Fuso orario di Kaliningrad (UTC+2).    |
| Rosso       | Fuso orario di Mosca (UTC+3).          |
| Celeste     | Fuso orario di Samara (UTC+4).         |
| Giallo      | Fuso orario di Ekaterinburg (UTC+5).   |
| Ciano       | Fuso orario di Omsk (UTC+6).           |
| Pistacchio  | Fuso orario di Krasnojarsk (UTC+7).    |
| Viola       | Fuso orario di Irkutsk (UTC+8).        |
| Blu         | Fuso orario di Jakutsk (UTC+9).        |
| Verde       | Fuso orario di Vladivostok (UTC+10).   |
| Albicocca   | Fuso orario di Srednekolymsk (UTC+11). |
| Rosso scuro | Fuso orario della Kamčatka (UTC+12).   |

Il fuso orario di Krasnojarsk (in russo красноярское время?, krasnojarskoe vremja, in inglese Krasnoyarsk Time, sigla KRAT) è il sesto degli undici fusi orari in cui è ripartito il territorio della Federazione Russa dal 26 ottobre 2014, per effetto della legge federale del 3 giugno 2011 n. 107-F3 "Sul calcolo del tempo", così come modificata in data 21 luglio 2014.
Tale fuso orario corrisponde allo standard internazionale UTC+7 e si colloca quattro ore in anticipo rispetto al fuso orario di Mosca (MSK+4). Prende nome dalla città di Krasnojarsk e costituisce l'orario ufficiale dell'omonimo territorio, del Territorio dell'Altaj, della Repubblica dell'Altaj, della Chakassia, di Tuva, dell'oblast' di Kemerovo, dell'oblast' di Tomsk e dell'oblast' di Novosibirsk.
Come tutti i fusi orari della Federazione Russa, il fuso di Krasnojarsk non prevede il passaggio all'ora legale.

## Territori compresi nel fuso orario di Krasnojarsk
- Distretto Federale Siberiano:
  -  Oblast' di Novosibirsk
  -  Territorio dell'Altaj
  -  Repubblica dell'Altaj
  -  Oblast' di Kemerovo
  -  Oblast' di Tomsk
  -  Chakassia
  -  Territorio di Krasnojarsk
  -  Tuva